# Florencia Cutro
Florencia Cutro (Concordia, Entre Ríos; 8 de junio de 1987) es una copiloto de rallies argentina, participante del Campeonato Argentino de Rally. Es la segunda de cuatro hermanas y es navegante de su hermana mayor, Nadia. Cutro es Secretaria Administrativa Empresarial y Técnica en Administración de Empresa. Junto con su hermana Nadia ha tenido una participación en los rallies que ha sido descrita como destacada en un deporte considerado de dominio masculino y en el que su desempeño les ha permitido ganarse el respeto y el reconocimiento de sus compañeros y contrincantes.

## Trayectoria
Florencia Cutro es hija de un piloto de rallies retirado, Oscar Cutro, quien fuera campeón del campeonato regional de Entre Ríos, el Rally Entrerriano, en cinco ocasiones. Cutro lo considera como su referente y apoyo mayores dentro de su carrera deportiva.
A diferencia de su hermana Nadia, quien primero fue navegante y después piloto, Florencia ha sido solo navegante; inició su carrera deportiva en los rallies como navegante de hermana Nadia en el año 2005, una vez que cumplió la mayoría de edad, ya que antes no le permitían competir.
Florencia contó con el apoyo de su familia desde los comienzos de su carrera deportiva; sin embargo, junto con su hermana tuvo que demostrar que podía ser una buena competidora para poder imponerse a los prejuicios de índole machista con los que se encontraron frecuentemente. A pesar de ello, Florencia tomaba la situación con algo de gracia, ya que para ella "correr y ganarles a los hombres es una gran satisfacción. Lo más gracioso de competir con ellos es que sus mujeres, hermanas, y sus hijas son hinchas nuestras".
Adicionalmente, los buenos resultados alcanzados desde sus inicios deportivos le ganaron el respeto del resto de competidores y cuando llegó a la categoría mayor del Rally Argentino dentro del Tango Rally Team, a ella y a su hermana "las hicieron sentir como reinas del rally desde el primer día".

### Rally Entrerriano
La primera participación de Cutro en los rallies fue en el campeonato del Rally Entrerriano en 2005. Participó en cuatro pruebas al final de la temporada y los resultados obtenidos la animaron a continuar participando en la especialidad. Su primera carrera fue el Rally de Urdinarrain, en la región de Entre Ríos, a bordo de un Volkswagen Gol propiedad de un amigo de su padre, quien le regalaría el auto a ella y a su hermana un año después. El auto, sin embargo, no era un auto de competencia, sino uno de calle, ya que su padre deseaba que su aprendizaje fuera desde los conceptos más básicos.
En la temporada 2007, ya a bordo de un automóvil preparado para competencias, alcanzó su primera victoria en rallies al ganar en el Rally de Urdinarrain y fue subcampeona navegante de la categoría N2. Al año siguiente, participó en la categoría N3 del mismo campeonato, donde fue la campeona navegante y subcampeona general del campeonato.
Con el retiro de su padre a finales de la temporada, Florencia y su hermana heredaron su automóvil de competencia. En la temporada siguiente, en 2009, Cutro fue nuevamente la navegante campeona de su categoría (esta vez la N7, por las características del auto heredado).

### Rally Argentino
En 2010, después de pláticas sostenidas entre el presidente del Rally de Entre Ríos, Abraham Gilitchensky, y Marcos Ligato, Cutro comenzó su participación en el Rally Argentino con el Tango Rally Team dentro de la categoría N4L. La primera prueba que disputó en el nuevo campeonato fue el Rally de Traslasierra, en Mina Clavero, donde concluyó en la sexta posición de su categoría. Las tres primeras pruebas en las que participó fueron a bordo de un Mitsubishi Lancer Evo VIII y en las siete restantes lo hizo con la versión IX del mismo modelo, para acumular un total de diez pruebas disputadas, en nueve de las cuales logró puntuar. En el Rally de San Luis obtuvo su mejor resultado, la cuarta posición general.
Cutro navegó a su hermana en el Rally de Argentina dentro del IRC en marzo,, finalizando en la posición 19 de la tabla general y en el primer lugar de su categoría.
Ese mismo año, ella y su hermana fueron observadas por la Comisión de Mujeres y Deporte Motor de la FIA, cuya presidenta y la Coordinadora del capítulo italiano, Michèle Mouton y Fabrizia Pons, respectivamente, las contactaron directamente para felicitarlas por los resultados obtenidos. Por este seguimiento, el equipo de las hermanas Cutro fue nominado para integrar la plantilla del Pirelli Star Driver.
La participación de Cutro en el Rally Argentino en 2011 fue inicialmente con el mismo Tango Rally Team; sin embargo, a finales de la temporada fue fichada por la Scuderia Fiat (el equipo oficial de Fiat dentro del campeonato) para participar en la categoría máxima del Rally Argentino, el Maxi Rally, a bordo de un Fiat Punto MR. El Rally de General Madariaga representó el debut de Cutro en la nueva categoría.
La temporada 2012 fue de aprendizaje y acumulación de experiencia para Cutro y su hermana, por decisión de su equipo, por la novedad que representaba el auto Maxi Rally para ellas.
Durante el Rally de San Luis de esa temporada, Cutro sufrió un accidente en competencia que le dejó un traumatismo leve en un hombro. Sin embargo, el coche en que participaba quedó inservible, por lo que su participación en el Rally de Goya, la prueba siguiente a la de San Luis, fue en el mismo Fiat Punto de las pruebas anteriores, ya que su equipo careció de tiempo para finalizar la preparación de un nuevo Fiat Palio debido a la cercanía de fechas entre las dos pruebas.
En Concepción del Uruguay volvió a participar en un Palio MR, aunque tuvo que abandonarla por una falla mecánica.´ A la postre, ese sería el cierre de temporada para Cutro, ya que no pudo acudir a la última fecha del campeonato en Córdoba.
En la temporada 2013, Cutro participará dentro de la clase 9 en la nueva categoría "Junior" del campeonato gracias y una beca otorgada por los organizadores del campeonato, ya que tuvo que abandonar la Scudería Fiat porque la misma no contará con el apoyo oficial de la fábrica. Su debut en la categoría junto con el resto de becados está previsto para la tercera fecha del campeonato.